# Eopsaltria griseogularis
Il pigliamosche australiano pettogrigio (Eopsaltria griseogularis Gould, 1838) è un uccello della famiglia dei Petroicidi originario dell'Australia sud-occidentale.

## Tassonomia
Attualmente vengono riconosciute due sottospecie di pettirosso pettobianco australiano:
- E. g. griseogularis Gould, 1838 (estremità sud-occidentale dell'Australia);
- E. g. rosinae (Mathews, 1912) (Australia sud-occidentale e centro-meridionale).

Nel Paese in cui vive, la specie è nota anche come pettirosso giallo occidentale per distinguerla dal pettirosso giallo orientale, nome attribuito dagli australiani al pigliamosche australiano pettogiallo.

## Distribuzione e habitat
Il pigliamosche australiano pettogrigio vive unicamente nell'angolo sud-occidentale dell'Australia, in foreste temperate e tropicali e in habitat di tipo mediterraneo.

## Biologia
Il pigliamosche australiano pettogrigio è una specie molto selettiva e sceglie con cura il sito in cui stabilisce il proprio territorio. Su una scala più piccola, predilige le zone boschive con volta molto fitta, una densa lettiera di foglie cadute e numerosi tronchi caduti, ma su scala maggiore occupa unicamente le aree non intaccate dalle attività agricole. Gli studi hanno dimostrato che il motivo fondamentale dietro a questa scelta è il maggior numero di prede situate tra la lettiera e nei tronchi marcescenti delle zone più fortemente forestate, che si riduce notevolmente nelle regioni più aperte.